# Oakdale (Nova York)
Oakdale és una concentració de població designada pel cens dels Estats Units a l'estat de Nova York. Segons el cens del 2000 tenia 8.075 habitants.

## Demografia
Segons el cens del 2000, Oakdale tenia 8.075 habitants, 3.035 habitatges, i 2.148 famílies. La densitat de població era de 939,1 habitants per km².
Dels 3.035 habitatges en un 28,7% hi vivien nens de menys de 18 anys, en un 59,6% hi vivien parelles casades, en un 8,5% dones solteres, i en un 29,2% no eren unitats familiars. En el 24,9% dels habitatges hi vivien persones soles el 10,2% de les quals corresponia a persones de 65 anys o més que vivien soles. El nombre mitjà de persones vivint en cada habitatge era de 2,6 i el nombre mitjà de persones que vivien en cada família era de 3,14.
Per edats la població es repartia de la següent manera: un 22,2% tenia menys de 18 anys, un 7,4% entre 18 i 24, un 29,6% entre 25 i 44, un 27,9% de 45 a 60 i un 12,9% 65 anys o més.
L'edat mediana era de 39 anys. Per cada 100 dones de 18 o més anys hi havia 86,3 homes.
La renda mediana per habitatge era de 68.793 $ i la renda mediana per família de 88.162 $. Els homes tenien una renda mediana de 53.650 $ mentre que les dones 36.056 $. La renda per capita de la població era de 31.239 $. Entorn del 0,8% de les famílies i el 2,1% de la població estaven per davall del llindar de pobresa.